# 嶽比良神社
嶽比良神社（たきひらじんじゃ、たけひらじんじゃ）は、東京都三宅村（三宅島）にある神社。
三宅島北西部の伊豆地区の山中、御祭神社東方の嶽ノ平(たき[け]のひら)山の山上付近に鎮座している。
事代主神（三島大明神）と后・佐伎多麻比咩命（御笏神社の祭神）の間の八王子の3番目の子「やす」こと夜須命（やすのみこと）を祭神とする式内社である夜須命神社（やすのみことじんじゃ）に比定されているが、他の論社として、坪田地区の二宮神社に合祀された御嶽神社がある。

## 祭神
- 国柱命（くにはしらのみこと）